# Gustavo Guerreño
Gustavo Ariel Guerreño Otazú (Paraguarí, Paraguay; 17 de octubre de 1991) es un futbolista paraguayo. Juega como delantero y su equipo actual es San Marcos de Arica de la Primera B de Chile.

## Clubes
Actualizado al último partido disputado el 15 de octubre de 2023.
| Club                            | País          | Año           | Partidos | Goles |
| ------------------------------- | ------------- | ------------- | -------- | ----- |
| Rubio Ñu                        | Paraguay      | 2010-2012     | 4        | 0     |
| C. S. Carapeguá                 | Paraguay      | 2012          | 3        | 0     |
| C.S.Iteño                       | Paraguay      | 2013          | 30       | 16    |
| Olimpia de Ita                  | Paraguay      | 2014          | 16       | 8     |
| Pasaquina F. C.                 | El Salvador   | 2015-2017     | 44       | 16    |
| Alianza F. C.                   | El Salvador   | 2017-2018     | 73       | 28    |
| Deportes Melipilla              | Chile         | 2018          | 8        | 1     |
| Santa Tecla F. C.               | El Salvador   | 2018-2019     | 4        | 1     |
| Deportes Melipilla              | Chile         | 2019-2021     | 65       | 14    |
| C. D. Cobreloa                  | Chile         | 2021          | 14       | 5     |
| C. D. Universidad de Concepción | Chile         | 2022          | 36       | 12    |
| Mushuc Runa                     | Ecuador       | 2023          | 3        | 0     |
| Deportes Concepción             | Chile         | 2023-Act.     | 13       | 3     |
| Total carrera                   | Total carrera | Total carrera | 313      | 104   |

## Palmarés

### Campeonatos nacionales
| Título           | Club          | País        | Año    |
| ---------------- | ------------- | ----------- | ------ |
| Primera División | Alianza F. C. | El Salvador | 2017-A |
| Primera División | Alianza F. C. | El Salvador | 2018-C |

## Vida privada
Es hermano del también futbolista paraguayo Carlos Guerreño.